# Enaptomias
Enaptomias är ett släkte av skalbaggar. Enaptomias ingår i familjen vivlar.
Kladogram enligt Catalogue of Life:
| Enaptomias | \| \| Enaptomias immaculatus \| \| \| \| \| \| Enaptomias oculatus \| \| \| \| \| \| Enaptomias rothschildi \| \| \| \| |
|            | \| \| Enaptomias immaculatus \| \| \| \| \| \| Enaptomias oculatus \| \| \| \| \| \| Enaptomias rothschildi \| \| \| \| |
|            | Enaptomias immaculatus                                                                                                  |
|            | |
|            | Enaptomias oculatus |
|            | |
|            | Enaptomias rothschildi                                                                                                  |
|            | |